# Henry Hazlitt
Henry Hazlitt (28 de novembro de 1894 – 8 de julho de 1993) foi um economista estadunidense. Jornalista do Wall Street Journal, Newsweek e New York Times.

## Carreira
Sobre Hazlitt, Lew Rockwell escreveu: "Os tempos pedem coragem. Os tempos pedem muito trabalho. Mas se as demandas são altas, é porque os riscos são ainda maiores. Eles são nada menos do que o futuro da liberdade, que significa o futuro da civilização". Rockwell chamou Economics in One Lesson de "contribuição mais duradoura" de Hazlitt. Com um milhão de cópias vendidas e disponíveis em dez idiomas, é considerado um clássico por vários círculos conservadores, de livre mercado e libertários de direita americanos, como no Mises Institute.
Em seu livro de 1959, The Failure of the New Economics: An Analysis of the Keynesian Fallacies, ele estabeleceu uma crítica metódica e sistemática da Teoria Geral do Emprego, Juros e Dinheiro de John Maynard Keynes. Ele chegou a dizer que "não conseguia encontrar uma única doutrina que fosse verdadeira e original. O que é original em seu livro é falso, e o que é certo não é novo".

## Publicações
Livros
- Thinking as a Science, 1916
- The Way to Will-Power, 1922
- A Practical Program for America, 1932
- The Anatomy of Criticism, 1933
- Instead of Dictatorship, 1933
- A New Constitution Now, 1942
- Freedom in America: The Freeman (com Virgil Jordan), 1945
- The Full Employment Bill: An Analysis, 1945
- Economics in One Lesson, 1946
- Will Dollars Save the World?, 1947
- Forum: Do Current Events Indicate Greater Government Regulation, Nationalization, or Socialization?, Proceedings from a Conference Sponsored by The Economic and Business Foundation, 1948
- The Illusions of Point Four, 1950
- The Great Idea, 1951 (intitulado Time Will Run Back in Great Britain, revisado e relançado com este título em 1966.)
- The Free Man's Library, 1956
- The Failure of the 'New Economics': An Analysis of the Keynesian Fallacies, 1959
- The Critics of Keynesian Economics (ed.), 1960
- What You Should Know About Inflation, 1960
- The Foundations of Morality, 1964
- Man vs. The Welfare State, 1969
- The Conquest of Poverty, 1973
- To Stop Inflation, Return to Gold, 1974
- The Inflation Crisis, and How To Resolve It, 1978
- From Bretton Woods to World Inflation, 1984
- The Wisdom of the Stoics: Selections from Seneca, Epictetus, and Marcus Aurelius, com Frances Hazlitt, 1984
- The Wisdom of Henry Hazlitt, 1993
- Rules for Living: The Ethics of Social Cooperation, 1999 (um resumo de Bettina Bien Greaves de The Foundations of Morality, de Hazlitt)
- Business Tides: The Newsweek Era of Henry Hazlitt, 2011

Artigos
- Rockwell, Lew. Biography of Henry Hazlitt (1894–1993). Auburn, Alabama: Ludwig von Mises Institute, 1 August 2007.